# オオウキモ
オオウキモ（学名：Macrocystis pyrifera）は、不等毛植物門褐藻綱コンブ目コンブ科に属する海藻である。既知の藻類の中では最大種である。
根状部で海底の岩に付着し、上方に向かって茎状部や葉状部を成長させていく。その成長のスピードは著しく速く、1日に50cm近くも成長することもある。茎状部には空気をためた浮き袋が付いているため、これにより海中で直立して浮いていることができる。茎状部は海面に達するまで伸び続け、50m以上に達することもある。海面に達した後は、海面上に広がるような形で成長する。

## 生態

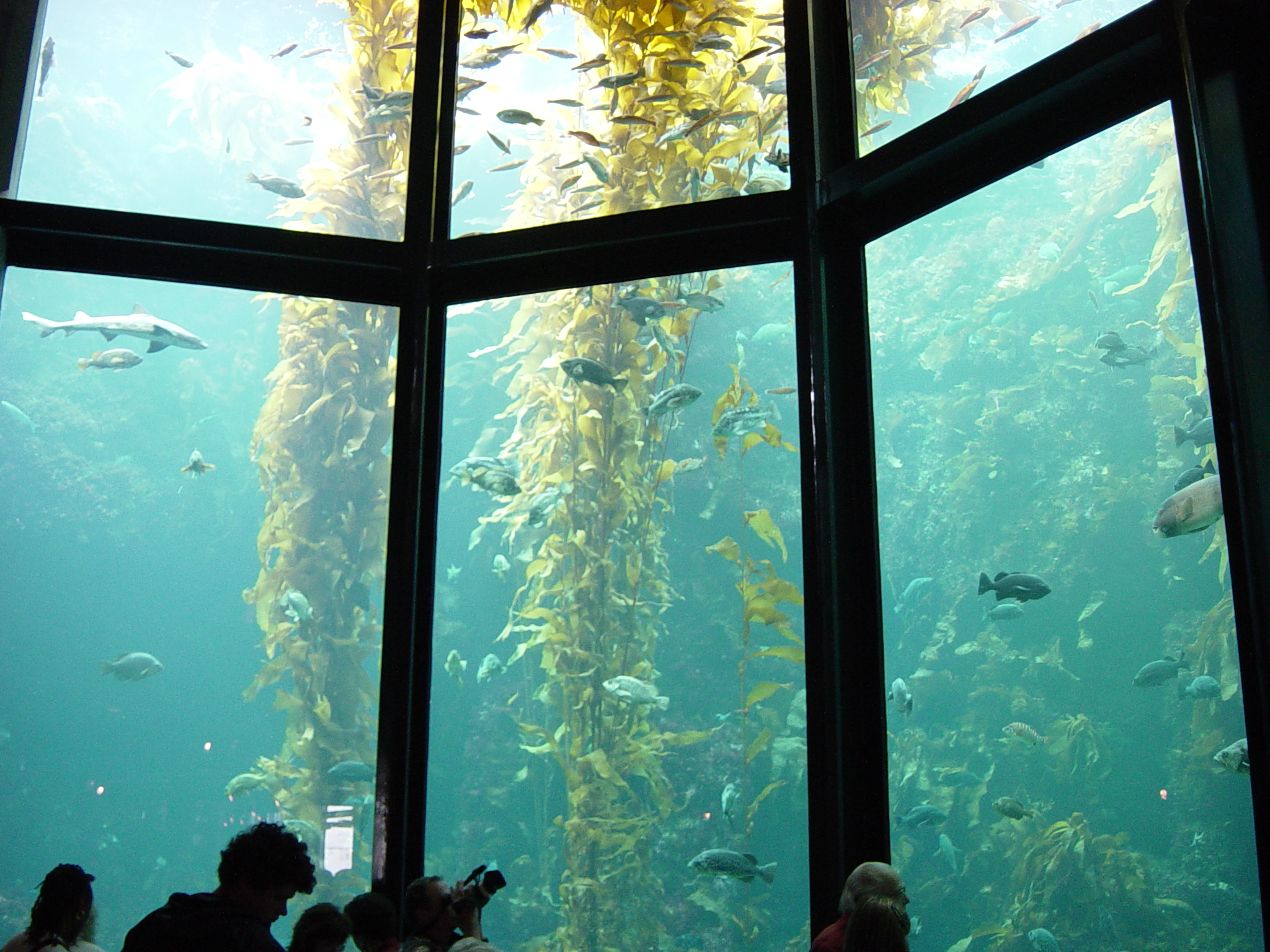
モントレー水族館の展示

オオウキモが密集した場所では、海底から海面に及ぶ長大な藻場が形成される。海中に林立し、さらに海面を覆い尽したオオウキモを側柱と天蓋に見立てて、「カテドラル（大伽藍）」などと呼ばれることもある。この藻場は生物多様性に富んでおり、カニなどの甲殻類、ウニやヒトデなどの棘皮動物、魚類、そしてアザラシやラッコなどの海獣類のコロニーとなっている。特にラッコは、海流により藻場から流されないように布団にくるまるようにオオウキモを体に巻きつけて眠る習慣がある。カリフォルニア州にあるモントレー水族館 (Monterey Bay Aquarium) ではオオウキモと魚を配した「ケルプの森」大水槽が人気を博している。

## 分布
アラスカ半島からカリフォルニア湾にかけての北東太平洋に主に生息するが、南半球の高緯度地域にも生息する。